# Carlos Torre Repetto

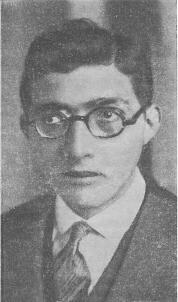
Carlos Torre Repetto

Carlos Torre Repetto (Mérida, 23 november 1905 – aldaar, 19 maart 1978) was een Mexicaans schaker.
Hij werd geboren in Mérida, in de deelstaat Yucatán, als kind van Italiaanse immigranten. In zijn zesde jaar verhuisde hij met zijn ouders naar de Verenigde Staten. Zijn internationale schaakcarrière duurde slechts iets meer dan een jaar. Nadat hij in 1924 overtuigend een toernooi in Detroit had gewonnen en daarbij onder anderen Samuel Reshevsky achter zich liet, speelde hij in 1925 toernooien in Baden-Baden, Mariënbad en Moskou. Zijn spectaculaire overwinning op ex-wereldkampioen Emanuel Lasker zorgde voor veel ophef.
Wegens een psychische aandoening, waarvan de oorzaak niet precies bekend is, trok hij zich korte tijd later terug uit de schaakwereld. Volgens ooggetuigen had Torre een verstoord eetpatroon, waarbij hij vrijwel alleen snoep at. Nadat hij zich in een volle bus in New York volledig van zijn kleding ontdeed, werd hij enige weken in een ziekenhuis ondergebracht. Na zijn ontslag keerde hij terug naar zijn geboorteland, waar hij de rest van zijn leven bleef wonen zonder ooit nog een serieuze schaakpartij te spelen. In 1934 werd hij bezocht door Reuben Fine, tegen wie hij 2 partijtjes speelde (1½-½ voor Fine). Fine stelde achteraf dat het niet meer de Torre van vroeger was.
Torre werd de IM-titel toegekend in 1963. Een jaar voor zijn dood kende de schaakbond FIDE hem een eretitel als grootmeester toe. Het is mogelijk dat het bericht hiervan hem nooit bereikt heeft. Zijn beste FIDE-rating ooit bedroeg 2668, die hij behaalde in maart 1926.
De Torre-aanval, een schaakopening die hij bij het toernooi in Baden-Baden voor het eerst gebruikte (zie halfgesloten spel) is naar hem genoemd. De beginzetten zijn 1.d4 Pf6 2.Pf3 e6 3.Lg5 (diagram).